# Florian Raspentino
Florian Raspentino (Marignane, 6 de junho de 1989) é um futebolista profissional francês que atua como atacante.

## Carreira
Florian Raspentino começou a carreira no US Marignane.